# Ceratias tentaculatus
Ceratias tentaculatus är en fiskart som först beskrevs av Norman, 1930.  Ceratias tentaculatus ingår i släktet Ceratias och familjen Ceratiidae. Inga underarter finns listade i Catalogue of Life.